# Поль Франкер
Поль Луї́ Франке́р (фр. Paul Louis Frankeur; 25 червня 1905, Париж, Франція — 27 жовтня 1974, Невер, Ньєвр, Франція) — французький актор.

## Біографія
Поль Луї Франкер народився 25 червня 1905 року в Парижі. Його мати була пральницею. Рано покинувши навчання в школі, Франкер перепробував чимало професій: був екскаваторником, водієм скутера, продавцем книг та працівником шкіряного виробництва.
У 1930-х роках у Сен-Жермен-де-Пре Поль Франкер познайомився з Жаком Превером та Морісом Баке і приєднався до театральною трупи «Група Жовтня» (фр. Groupe Octobre). З 1940 року разом з Іво Деніудом виступав у кабаре d'Agnès Capri з веселим номером «Бородаті дуетисти» (фр. Les duettistes barbus).
У 1941 році Франкер дебютував у кіно, зігравши роль секретаря комісаріату у фільмі Луї Дакена «Ми діти» (фр. Nous les gosses). Після цього Луї Дакен зняв Франкера ще в кількох своїх фільмах. У 1945 році Поль Франкер знявся у Марселя Карне в його знаменитому фільмі «Діти райка», зігравши інспектора поліції.
У повоєнні роки Франкер з успіхом грав комедійні та драматичні ролі, переважно другого плану, у фільмах Андре Каятта, Анрі Вернея, Крістіан-Жака, Жиля Гранж'є та ін. Серед його найкращих акторських робіт: Марсель в комедії Жака Таті «Святковий день» (1949), Фердинандо в стрічці «Ла В'ячча» (1961, реж. Мауро Болоньїні). У фільмах Луїса Бунюеля виконав ролі — П'єра у фільмі «Чумацький Шлях» (1969), мосьє Тевено у стрічці «Скромна чарівність буржуазії» (1972) і шинкаря в картині «Привид свободи» (1974). Загалом за своєї акторської кар'єри Поль Франкер зіграв 100 ролей в кіно та на телебаченні.
Поль Франкер помер від інфаркту 27 жовтня 1974 року в Невері, Франція у віці 69 років. Похований на кладовищі в Шитрі-ле-Мін (департамент Ньєвр).

## Особисте життя
У 1947 році Поль Франкер одружився з Анрієттою Оберкірх, яка померла в Парижі 12 липня 1988 року у віці 75 років. Подружжя мало двох дітей: сина Жана-Поля Франкера, який став актором, та доньку Веронік.

## Фільмографія
| Рік       |    | Українська назва                                | Оригінальна назва                                                  | Роль                                        |
| --------- | -- | ----------------------------------------------- | ------------------------------------------------------------------ | ------------------------------------------- |
| 1941      | ф  | Ми діти                                         | Nous les gosses                                                    | секретар комісаріату                        |
| 1942      | ф  | Зоряні круїзи                                   | Croisières sidérales                                               | перший зазивала                             |
| 1942      | ф  | Фантастична ніч                                 | La nuit fantastique                                                | хазяїн бістро                               |
| 1942      | ф  | Зірка на сонці                                  | Une étoile au soleil                                               |                                             |
| 1943      | ф  | Мадам і смерть                                  | Madame et le mort                                                  |                                             |
| 1944      | ф  | Нічні служби                                    | Service de nuit                                                    | ремонтник                                   |
| 1945      | ф  | Діти райка                                      | Les enfants du paradis                                             | інспектор поліції                           |
| 1945      | ф  | Дівчинка з сірими очима                         | La fille aux yeux gris                                             |                                             |
| 1945      | ф  | Мосьє Людовик                                   | Messieurs Ludovic                                                  | мосьє Сеган                                 |
| 1946      | ф  | Зірка без світла                                | Étoile sans lumière                                                | репортер                                    |
| 1946      | ф  | Дочка диявола                                   | La fille du diable                                                 | бармен                                      |
| 1946      | ф  | Спокійний тато                                  | Le père tranquille                                                 | Симон                                       |
| 1946      | ф  | Прекрасна пара                                  | Le couple idéal                                                    | перукар                                     |
| 1947      | ф  | Контропитування                                 | Contre-enquête                                                     | Тедді Безпечний                             |
| 1947      | ф  | Закохані з мосту Сен-Жан                        | Les amants du pont Saint-Jean                                      | Жорж Жирар                                  |
| 1948      | ф  | Шкідники                                        | Les casse-pieds                                                    | хвалько                                     |
| 1949      | ф  | Святковий день                                  | Jour de fête                                                       | Марсель                                     |
| 1949      | ф  | Надзвичайні історії, щоб налякати чи сміятися   | Histoires extraordinaires à faire peur ou à faire rire...          | Дюжеле                                      |
| 1949      | ф  | Повернення до життя                             | Retour à la vie                                                    | міський голова (епізод 5: «Повернення Луї») |
| 1949      | ф  | Монсеньйор                                      | Monseigneur                                                        | шоумен                                      |
| 1950      | ф  | Маленький зуав                                  | Au p'tit zouave                                                    | шеф-інспектор                               |
| 1950      | ф  | Перша зброя                                     | Premières armes                                                    | Віктор                                      |
| 1951      | ф  | Під небом Парижа                                | Sous le ciel de Paris                                              | Мілу                                        |
| 1951      | ф  | Пристрасть                                      | Passion                                                            | Жак Шарбоньє                                |
| 1952      | ф  | Бенкет шахраїв                                  | Le banquet des fraudeurs                                           | Огюст Демез                                 |
| 1952      | ф  | Ми всі вбивці                                   | Nous sommes tous des assassins                                     | Леон                                        |
| 1953      | ф  | Йдіть за цією людиною                           | Suivez cet homme                                                   | мосьє Малле                                 |
| 1953      | ф  | Нескінченні горизонти                           | Horizons sans fin                                                  | Клапан                                      |
| 1953      | ф  | Молодожони                                      | Jeunes mariés                                                      | бригадир жандармерії                        |
| 1953      | ф  | Тереза Ракен                                    | Thérèse Raquin                                                     | контролер                                   |
| 1954      | ф  | Дивне бажання пана Барда                        | L'étrange désir de Monsieur Bard                                   | кюре                                        |
| 1954      | ф  | Перед потопом                                   | Avant le déluge                                                    | Шарль Буссар                                |
| 1954      | ф  | Не чіпай здобич                                 | Touchez pas au grisbi                                              | П'єро                                       |
| 1954      | ф  | За зачиненими дверима                           | Huis clos                                                          | Гомез, компаньйон Гансена                   |
| 1955      | ф  | Ціна кохання                                    | Interdit de séjour                                                 | комісар Бернар                              |
| 1955      | ф  | Облава на блатних                               | Razzia sur la chnouf                                               | Фернан, комісар                             |
| 1955      | ф  | Хвалько                                         | Le crâneur                                                         | Жорж                                        |
| 1955      | ф  | Чорне досьє                                     | Le dossier noir                                                    | Шарль Бруссард                              |
| 1955      | ф  | Нана                                            | Nana                                                               | Борденаве                                   |
| 1955      | ф  | Я — сентиментальний                             | Je suis un sentimental                                             | Жак Руперт                                  |
| 1955      | ф  | Незначні люди                                   | Des gens sans importance                                           | Еміль Баршанду                              |
| 1955      | ф  | Недільні вбивці                                 | Les assassins du dimanche                                          | Люсьєн Симоне                               |
| 1956      | ф  | Кров у голову                                   | Le sang à la tête                                                  | Drouin                                      |
| 1956      | ф  | Відтворення заборонене                          | Reproduction interdite                                             | Марк Кельбер                                |
| 1957      | ф  | Включено червоне світло                         | Le rouge est mis                                                   | Фредо                                       |
| 1957      | ф  | Око за око                                      | Oeil pour oeil                                                     | хірург                                      |
| 1957—1966 | с  | Камера досліджує час                            | La caméra explore le temps                                         | прокурор                                    |
| 1958      | ф  | Недільні друзі                                  | Les copains du dimanche                                            | мосьє Ларчерон, директор заводу             |
| 1958      | ф  | Безлад і ніч                                    | Le désordre et la nuit                                             | інспектор Шавілль                           |
| 1958      | ф  | Куля у стволі                                   | Une balle dans le canon                                            | Пепер                                       |
| 1959      | ф  | Звір випущений                                  | Le fauve est lâché                                                 | Раймон Мару                                 |
| 1959      | ф  | Марі-Октябрь                                    | Marie-Octobre                                                      | Люсьєн Марінваль                            |
| 1959      | ф  | Волоцюга Архімед                                | Archimède, le clochard                                             | пан Ґреґуар                                 |
| 1959      | ф  | Метелик-хвилинка                                | Minute papillon                                                    | Моряґа                                      |
| 1959      | ф  | Мегре і справа Сен-Фіакр                        | Maigret et l'affaire Saint-Fiacre                                  | лікар Бушардон                              |
| 1959      | ф  | Вулиця Прері                                    | Rue des Prairies                                                   | Ернест                                      |
| 1959      | ф  | Танцюй зі мною                                  | Voulez-vous danser avec moi                                        | інспектор Маршаль                           |
| 1960      | ф  | Порт Пуен-дю-Жур                                | Quai du Point-du-Jour                                              | мосьє П'єр                                  |
| 1960      | ф  | Кошик з крабами                                 | Le panier à crabes                                                 | Клав'є                                      |
| 1961      | ф  | Ла В'ячча                                       | La viaccia                                                         | Фердинандо                                  |
| 1961      | ф  | Спробуйте їх добре                              | Jugez-les bien                                                     | Кассель                                     |
| 1962      | ф  | Мавпа взимку                                    | Un singe en hiver                                                  | Ено                                         |
| 1962      | ф  | Джентльмен із Епсома                            | Le gentleman d'Epsom                                               | Артур                                       |
| 1963      | ф  | Мегре і гангстери                               | Maigret voit rouge                                                 | Бонфіс                                      |
| 1963      | ф  | Комісар веде розслідування                      | Commissaire mène l'enquête                                         | інспектор Ребу                              |
| 1964      | ф  | Нік Картер все зламає                           | Nick Carter va tout casser                                         | Антоніо                                     |
| 1965      | ф  | Мотузок на шиї                                  | La corde au cou                                                    | інспектор Брюно                             |
| 1965      | ф  | Вкрали Джоконду                                 | Il ladro della Gioconda                                            | Лемерсьє                                    |
| 1966      | ф  | Друге дихання                                   | Le deuxième souffle                                                | Іінспектор Фардіано                         |
| 1966      | ф  | Довгий шлях                                     | La longue marche                                                   | Морель                                      |
| 1968      | ф  | Не потрібно приймати божих дітей за диких качок | Faut pas prendre les enfants du bon Dieu pour des canards sauvages | Руффен                                      |
| 1969      | ф  | Чумацький Шлях                                  | La voie lactée                                                     | П'єр                                        |
| 1969      | ф  | Мій дядько Бенжамен                             | Mon oncle Benjamin                                                 | лікар Мінші                                 |
| 1971      | тф | Молитва за Єлену                                | Prière pour Éléna                                                  | Анджело Цзифлакос                           |
| 1972      | ф  | Скромна чарівність буржуазії                    | Le charme discret de la bourgeoisie                                | Франсуа Тевено                              |
| 1973      | ф  | Рудий                                           | Poil de carotte                                                    | хрещений батько                             |
| 1974      | ф  | Крик серця                                      | Le cri du coeur                                                    | Жан                                         |
| 1974      | ф  | Привид свободи                                  | Le fantôme de la liberté                                           | шинкар                                      |